# Xã Lockwood, Quận Roberts, Nam Dakota
Xã Lockwood (tiếng Anh: Lockwood Township) là một xã thuộc quận Roberts, tiểu bang Nam Dakota, Hoa Kỳ. Năm 2010, dân số của xã này là 304 người.